# Onopordum majorii
Onopordum majorii ist eine Pflanzenart aus der Gattung Eselsdisteln (Onopordum) innerhalb der Familie der Korbblütler (Asteraceae).

## Merkmale
Onopordum majorii ist ein zweijähriger Hemikryptophyt, der Wuchshöhen von 50 bis 150 Zentimeter erreicht. Die Art ist unregelmäßig dünn graufilzig. Der Stängel ist geflügelt mit den bis zu 15 Millimeter langen Dornen. Die Blätter sind tief geteilt. Die Blüten sind purpurviolett gefärbt. Die äußeren und mittleren Hüllblätter weisen bis zu 3 Millimeter lange, kräftige Dornzähne auf.
Die Blütezeit reicht von Mai bis Juli.

## Vorkommen
Onopordum majorii kommt im Bereich der Ägäis vor. Auf Kreta wächst die Art auf offenen Ruderalstellen in Höhenlagen von 0 bis 1150 Meter.

## Belege
- Ralf Jahn, Peter Schönfelder: Exkursionsflora für Kreta. Mit Beiträgen von Alfred Mayer und Martin Scheuerer. Eugen Ulmer, Stuttgart (Hohenheim) 1995, ISBN 3-8001-3478-0, S. 324.